# Centre vacant de nitrogen

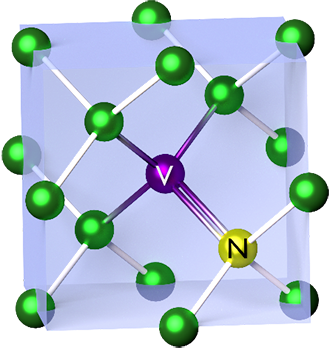
Estructura atòmica simplificada del centre NV.

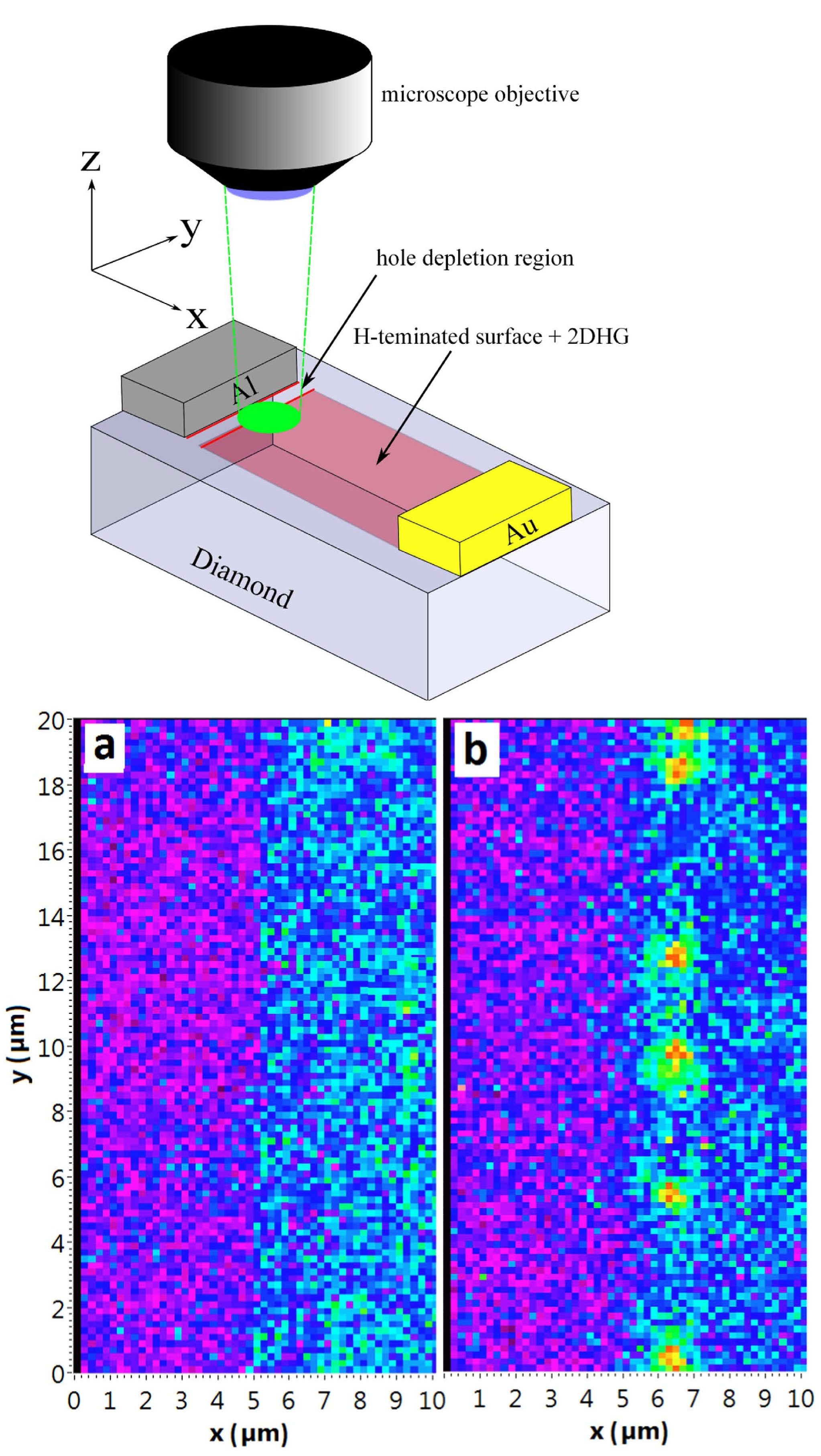
Les imatges inferiors són mapes de fotoluminescència espacial (PL) abans i després de l'aplicació de voltatge de +20 V a un díode Schottky pla. La imatge superior mostra l'experiment. Els mapes PL revelen la conversió de centres NV ^{0} individuals en centres NV ^{-} que apareixen com a punts brillants.

El centre vacant de nitrogen (amb acrònim anglès centre NV o centre NV) és un dels nombrosos defectes puntuals del diamant. La seva propietat més explorada i útil és la seva fotoluminescència, que permet als observadors llegir el seu estat de gir. El gir electrònic del centre NV, localitzat a escales atòmiques, es pot manipular a temperatura ambient per factors externs com ara camps magnètics o elèctrics, radiació de microones o llum, donant lloc a ressonàncies agudes en la intensitat de la fotoluminescència. Aquestes ressonàncies es poden explicar en termes de fenòmens relacionats amb l'espin electrònic, com ara l'entrellat quàntic, la interacció espín-òrbita i les oscil·lacions de Rabi, i es poden analitzar mitjançant la teoria avançada de l'òptica quàntica. Un centre NV individual es pot utilitzar com a unitat bàsica per a un ordinador quàntic, un qubit, i es pot utilitzar per a la criptografia quàntica. Altres aplicacions potencials en nous camps de l'electrònica i la detecció inclouen l'espintrònica, els màser i els sensors quàntics. Si no s'especifica la càrrega, el terme "centre NV" es refereix al centre NV- carregat negativament.
El centre de vacant de nitrogen és un defecte puntual de la xarxa de diamants. Consisteix en un parell veí més proper d'un àtom de nitrogen, que substitueix un àtom de carboni, i una vacant de gelosia.
Dos estats de càrrega d'aquest defecte, NV0 neutre i NV negatiu , es coneixen a partir d'estudis espectroscòpics que utilitzen absorció òptica, fotoluminescència (PL), ressonància paramagnètica electrònica (EPR) i la ressonància magnètica detectada òpticament (ODMR), que es pot veure com un híbrid de PL i EPR; la majoria dels detalls de l'estructura provenen de l'EPR. L'àtom de nitrogen d'una banda té cinc electrons de valència. Tres d'ells estan enllaçats covalentment als àtoms de carboni, mentre que els altres dos romanen sense enllaços i s'anomenen parell solitari. D'altra banda, la vacant té tres electrons no aparellats. Dos d'ells formen un enllaç quasi covalent i un roman sense aparellament. La simetria global, però, és axial (trigonal C3V); un pot visualitzar-ho imaginant els tres electrons vacants no aparellats intercanviant contínuament els seus rols.